# Glabridorsum
Glabridorsum is een geslacht van insecten uit de orde vliesvleugeligen (Hymenoptera) en de familie Ichneumonidae.

## Soorten
- G. acroclitae Kusigemati, 1982
- G. glabrosum Jonathan, 2000
- G. nepalense Jonathan, 2000
- G. orbitale Jonathan, 2000
- G. punctatum Jonathan, 2000
- G. semilunatum Jonathan, 2000
- G. simile

Glabridorsum simile Jonathan, 2000
Glabridorsum simile Kusigemati, 1982
- G. simulatum Jonathan, 2000
- G. stokesii (Cameron, 1912)
- G. varibalteatum Jonathan, 2000